# Hortenzijevke
Hortenzijevke (lat. Hydrangeaceae), biljna porodica iz reda drjenolike, koja je ime dobila po rodu hortenzija, listopadnih grmova i penjačica, latinski nazvanih Hydrangea. Porodica se sastoji od preko 220 vrsta u 9 rodova.

## Opis
Hydrangeaceae su porodica cvjetnica hortenzija, u redu Cornales, koja se sastoji od drvenastog ukrasnog drveća, grmlja, loze i zeljastog bilja, prvenstveno porijeklom iz tropskih, suptropskih i sjevernih umjerenih regija. Grmovi iz rodova Deutzia, Hydrangea (hortenzija) i Philadelphus (“lažna naranča” ili “slatka siringa”) dobro su poznati vrtni ukrasi. Ostali ukrasni rodovi uključuju Cardiandra, Carpenteria, Decumaria, Dichroa, Jamesia, Kirengeshoma, Pileostegia, Platycrater, Schizophragma i Whipplea. Hortenzije (Hydrangea) su većini vrtlara poznate kao grmovi, iako su neke drvenaste loze ili malo drveće. Obična hortenzija ili hortenzija (H. macrophylla) popularna je među vrtlarima i prodaje se kao biljka u posudama u hladnim područjima. Cvjetovi hortenzije se proizvode u velikim, upadljivim bijelim, plavim ili ružičastim grozdovima, a boja cvjetova nekih vrsta povezana je s kiselošću tla. Na primjer, hortenzije s ružičastim cvjetovima pokazuju tendenciju da postanu plave kada se u tlo dodaju strugotine željeza ili stipsa kako bi se povećala kiselost. Kod brojnih vrsta hortenzija čašice rubnih cvjetova cvjetnog grozda su proširene i izgledaju poput latica. Philadelphus, poznat kao “lažna naranča” ili “slatka siringa”, i Deutzia su druga dva člana porrodice hortenzija koje se često uzgajaju u vrtovima. Ovi grmovi i njihove brojne kultivirane sorte naširoko se sade u rubove grmova zbog bijelih cvjetova koji se pojavljuju u kasno proljeće.
Članovi Hydrangeaceae obično su prilično robusne biljke ili grmovi, s nasuprotnim listovima i linijom koja se proteže preko stabljike između nasuprotnih lisnih peteljki. Cvjetovi imaju slobodne latice i ima barem dvostruko više prašnika, dok je plodnica je upola niža.

## Rodovi
1. Familia Hydrangeaceae Dumort. (220 spp.)
  1. Subfamilia Jamesioideae L. Hufford
    1. Jamesia Torr. & A. Gray (2 spp.)
    2. Fendlera Engelm. & A. Gray (4 spp.)

  2. Subfamilia Hydrangeoideae Burnett
    1. Tribus Philadelpheae DC. ex Duby
      1. Fendlerella A. Heller (4 spp.)
      2. Whipplea Torr. (1 sp.)
      3. Deutzia Thunb. (64 spp.)
      4. Kirengeshoma Yatabe (1 sp.)
      5. Philadelphus L. (54 spp.)
      6. Carpenteria Torr. (1 sp.)

    2. Tribus Hydrangeeae DC.
      1. Hydrangea L. (89 spp.)

## Vanjske poveznice
|  | Zajednički poslužitelj ima još gradiva o temi Hydrangeaceae |
|  | Wikivrste imaju podatke o taksonu Hydrangeaceae             |